# Hyper Force
Hyper Force is een computerspel dat werd ontwikkeld door Visual Impact en uitgegeven door Songbird Productions. Het spel kwam in 2000 uit voor de Atari Jaguar. Het spel is een 2D sciencefiction platformspel. De speler speelt een krijger en moet het opnemen tegen de Trans Con die Terran willen aanvallen. Elk level bestaat uit switches en moet ontdekt worden. Tussen de levels door kan met geld de uitrusting worden geüpgraded. Tijdens een level komt de speler verschillende tegenstanders tegen, zoals soldaten, drones en robots, die neergeschoten moeten worden.

## Ontvangst
| Beoordeeld door       | Datum            | Score |
| --------------------- | ---------------- | ----- |
| The Video Game Critic | 23 november 2003 | 75%   |